# Paszport Polsatu
Paszport Polsatu, pełna nazwa: Paszport Rodzinny Klub Polsatu – program lojalnościowy telewizji Polsat, którego charakterystycznym elementem były książeczki imitujące paszporty.
Program lojalnościowy Paszport Polsatu został zainicjowany we wrześniu 1996. Wśród prezenterów stacji promujących akcję byli m.in. Tadeusz Drozda, Dorota Kamińska, Marek Markiewicz, Jarosław Sellin, Mariusz Szczygieł. Paszporty Polsatu rozesłano do skrzynek pocztowych w 13 mln gospodarstw domowych. Każdy paszport miał serię oraz indywidualny, sześciocyfrowy numer. Paszporty pozwalały na uczestnictwo w konkursach, festynach oraz imprezach organizowanych przez Polsat. Cotygodniową nagrodę główną wygrywał posiadacz paszportu z wylosowanym numerem. Pomniejsze nagrody otrzymywały osoby mające paszporty ze zgodnymi co najmniej dwiema ostatnimi cyframi wylosowanego numeru. Dodatkowym koniecznym do spełnienia warunkiem wygrania nagród było wpisywanie numerów, które codziennie podawano w poszczególnych programach Polsatu. Miano w ten sposób zachęcić do oglądania stacji. Głównymi nagrodami miały być 3 miliardy złotych (po denominacji 300 tys. zł), samochody osobowe, wycieczki zagraniczne, czy sprzęt RTV i AGD. Program został dwukrotnie powtórzony.
Paszport Polsatu oceniany jest jako jedna z pierwszych z tego typu i największa akcja promocyjna i najpopularniejsza marketingowa zabawa w historii polskiej telewizji.
Paszport Polsatu z czasem zaczęto określać jako kultowy, co tłumaczy się nostalgią za latami 90. Zyskał także wartość kolekcjonerską. Mimo zastrzeżenia przez Polsat, że książeczka nie posiada wartości handlowej, na aukcjach osiąga ceny od kilkudziesięciu do 300 zł.
W 2014 Polsat uruchomił, nawiązujący do Paszportu Polsatu, program lojalnościowy Paszport Korzyści, który skierowany był do klientów Plus, Cyfrowy Polsat i Plus Banku. 30 października 2016 program został zakończony.

## Odwołania w kulturze
- „Paszport Polsatu” – obraz Roberta Maciejuka (1996)[11]
- „A ja mam paszport Polsatu” – fraza wypowiedziana przez Gruchę, bohatera filmu pt. Chłopaki nie płaczą w reżyserii Olafa Lubaszenki (2000)[1]
- „Moje obywatelstwo określa Paszport Polsatu” – slogan Loesje[12]
- Nawiązania w szeregu memów[13], w tym Ministerstwa Spraw Zagranicznych[14][15]